# Renispora
Renispora — рід грибів родини Onygenaceae. Назва вперше опублікована 1979 року.